# Distrito de Vilcabamba (Daniel Alcides Carrión)
El Distrito de Vilcabamba es uno de los ocho distritos que conforman la Provincia de Daniel Alcides Carrión, ubicada en el Departamento de Pasco, bajo la administración del Gobierno Regional de Pasco, Perú.
Desde el punto de vista jerárquico de la Iglesia católica forma parte de la diócesis de Tarma, sufragánea de la arquidiócesis de Huancayo.

## Historia
El distrito fue creado mediante Ley Regional N.º 339, del 6 de septiembre de 1920, en el gobierno del Presidente Augusto Leguía.
Anteriormente considerada comunidad campesina.
Vilcabamba defendió el honor nacional cuando los chilenos pretendieron hollar su suelo natal; es allí donde mordieron el polvo de su derrota, en cambio los vilcabambinos arrancaron laureles para la Patria.[cita requerida]

## Guerra del Pacífico
La siguiente información es tomada del libro "Legado del Histórico Pueblo de Vilcabamba", del Dr. Abad Campos Cueto, profesor y administrador en educación, natural del pueblo de Vilcabamba.
LA OFENSIVA CHILENA EN CERRO DE PASCO
Patricio Javier de los Dolores Lynch Solo de Zaldívar, conocido como Patricio Lynch (1824-1886), en 1881 fue integrado al ejército chileno con grado de Coronel, nombrado comandante de la 1.ª División del ejército Chileno en Lima, participó en las batalla de Chorrillos y Miraflores en el cual salió victorioso y por consiguiente ocupa Lima el 17 de enero de 1881, mientras ocurría esto las fuerzas peruanas restantes se replegaban hacia la Sierra Central.
Patricio Lynch, planifica hacer emboscadas al Prefecto de Piérola llamado José Santos Aduviri, es así que organiza varios pelotones hacia el interior de la Patria (Sierra Central), el 15 de abril de 1881 sale de Lima dos expediciones de 300 soldados cada uno, bajo el mando de Ambrosio Letelier vía ferrocarril hasta Chicla. Luego ascienden hacia Casapalca y la Oroya. En este trayecto Letelier decide las siguientes tareas: dijo: "yo me dirigiré con uno de los pelotones a Cerro de Pasco y Bouquet a Villa de Pasco", (un poco al sur de la ciudad) para atrapar al prefecto de Piérola en caso se haya replegado en esa dirección.
Entonces, queda claro la llegada de Letelier a Cerro de Pasco el 27 de abril de 1881 y no en 1882 (como escribiera César Pérez Arauco en uno de sus artículos y también el festejo por el Centenario en Vilcabamba en 1882). Asimismo aclaramos que llegaron 300 soldados a Villa de Pasco y otros 300 a Cerro de Pasco, son ellos los que sorprendieron a niños, mujeres y hombres sobre gigantescos caballos y otros a pie haciendo vivas por Chile dieron vueltas las calles de esta ciudad encabezados por Ambrosio Letelier.
Hasta entonces, los invasores ignoraban la importancia que tendría el departamento de Junín, que en ese entonces, abarcaba desde Huánuco, Cerro de Paco, Junín, La Oroya, Concepción, Huancayo hasta Huancavelica, o sea, toda la sierra central además, se dan con la sorpresa de la riqueza agrícola y minera.
Mientras ocurría esto en Cerro de Pasco, la Campaña de la Breña dirigida por el Jefe Superior, Político y Militar del Centro General Andrés Avelino Cáceres, en Jauja venía logrando formar un pequeño ejército, muchos de ellos armados con palos y piedras y en espera de los armamentos supuestamente enviados por Bolivia y que nunca llegó.
Entretanto, el Coronel Patricio Lynch había sido designado por el senado chileno como contralmirante de la Armada, y estando en Lima en mayo de 1881 como nuevo comandante de las fuerzas de ocupación, en reemplazo a Pedro Lagos, se entera del saqueo en Cerro de Pasco por Letelier, entonces el Comandante Patricio Letelier ordenó el 22, y reiterándole el 28 de mayo, regresar inmediatamente a Lima. Con la segunda orden, le fue autorizado enviar un pelotón a Canta para disolver las montoneras que hubieran podido formarse en la región. Letelier imputó haber recibido la orden, recién da cuenta haber recibido de la primera el 7 y de la segunda el 9 de junio, (exactamente coincide con la invasión a Vilcabamba), pero además acució continuar con su expedición a Huancavélica para continuar con los cobros de los cupos.
Asimismo, Letelier argumentó que había sido la llegada de nuevas autoridades nombradas por García-Calderón que justificaron su presencia en Cerro Pasco, mejor dicho, miente en este aspecto, no es que habían llegado nuevas autoridades, sino como se engolosinaron por los cupos, oro y plata existentes en algunas iglesias de los pueblos y con la excusa de emboscar al Prefecto formaron pequeños pelotones, uno de ellos de 11 soldados que fueron hasta la localidad de Dos de Mayo, y en su retorno ingresan a Vilcabamba, provocando combates entre un contingente experimentado y armado contra masas de civiles desorganizados, desarmados y sin mando, hecho absurdo y detestado por el mismo Coronel Linch, es por ello, que exigían su retorno inmediato a Lima.
Durante su retorno a Lima, el 26 de junio, se produjo el combate de Sángrar, en un poblado a medio camino entre Canta y Chicla, donde 73 soldados chilenos fueron atacados durante dos días y sufrieron bajas.
Recién el 4 de julio llegó Letelier a Lima, donde una corte marcial investigó cuanto había recibido, por qué medios y si existieron comisiones por el cobro. El tribunal condenó a Letelier, a Romero Roa y a Hilario Bouquet a penas de cárcel por apropiación indebida de dinero y bienes de los civiles, obreros y campesinos. Sin embargo, a su retorno a Chile apelaron y la Corte Suprema les liberó.
Según el Lic. César Pérez Arauco, Letelier, al no encontrar ninguna resistencia, se propuso a cobrar cupos, desde que arribo el 27 de abril hasta aproximadamente fines mayo, Letelier da cuenta haber logrado reunir dinero equivalente en moneda chilena a 1’000,394 pesos por cupos impuestos y 500,000 para ser liberada de la destrucción de sus viviendas de uno de los más importantes centros mineros del Perú. Estos cupos lo pagaron algunos mineros, comerciantes y terratenientes que dominaban la actividad económica local.
PRIMERA INVASIÓN A VILCABAMBA
(31-05-1881)
Son versiones orales y escritas transmitidas de generación en generación tales como la de los vilcabambinos: Don Cornelio Cueto Roque, Don Pedro Romero,  Prof. Felipe Hinostroza Ibarra, Prof. Marceliano Ríos Bianchi, y Lic. Juan Andrés Cueto Cordero, estos tres últimos nos datan versiones escritas entre monografías y folletos mimeografiados, donde nos detallan sobre la Reseña Histórica y Defensa Heroica de Vilcabamba durante la Guerra con Chile, también cabe mencionar a los historiadores e intelectuales de Pasco, como César Pérez Arauco, Marino Pacheco Sandoval y otros que alimentan nuestra narración histórica de los sucesos habidos en Vilcabamba.
Los chilenos en su acometida ambición, no contentos con saquear y haber recibido cupos en Cerro de Pasco, inician hacer lo mismo en las comunidades campesinas aledañas, pero no todas aceptaron fácilmente la entrega de sus erarios consistentes en plata y oro, tal es el caso de Vilcabamba que pudo resistir cuatro incursiones que a continuación detallamos:
Fue un 31 de mayo de 1881, nos angustia y cáusticamente nos honra evocar, un día adverso, en que el sol vespertino emerge extenuado y triste, como un presentimiento de una lucha disímil entre el pueblo de Vilcabamba y Chile, es pues, muy deplorable la barbarie con que actuó el ejército chileno. Nuestros humildes pero valerosos hermanos, por el honor de nuestra patria y su pueblo derramaron sus aguerridas y valerosas gotas de sangre contrarrestando la arremetida enemiga.
Es así que un pequeño pelotón de 11 soldados chilenos a la orden del capitán Belisario Troncoso hacen un arremetido en su retorno de Huamalíes, Dos de Mayo (Huánuco), hacia Cerro de Pasco cruzando las localidades de Yacán, Chaupimarca y Uspachaca, en todo el trayecto reduciendo a los humildes pueblerinos de sus bienes y riquezas que en ese entonces poseían los diferentes pueblos indefensos, y posiblemente conducidos por la ambición es que interrogan a los pobladores y es donde se informan de las alhajas de plata y oro que poseía la iglesia de Vilcabamba, es así que en  Viscos el capitán Troncoso decide incursionar a Vilcabamba con 7 soldados, su objetivo principal la iglesia; pero, no obstante los vilcabambinos  presagiaron del acometido que hacían los iracundos, en una reunión conciertan desafiar al enemigo y prevenir de sus bienes. Es así, que por vez primera designan a un consignatario, en este caso persona encargada de guardar u ocultar las alhajas, a fin de no ser despojados de los mismos. Posiblemente dicha persona pereció en la resistencia, por lo que no se sabe del lugar de escondrijo, aunque muchos sospechaban que este ocultó bajo la torre, la cual fue demolida para una nueva reconstrucción y no se encontró del tesoro ni la huella, es probable que se encuentra en otro lugar, sólo se contó con alhajas de menor valor. 

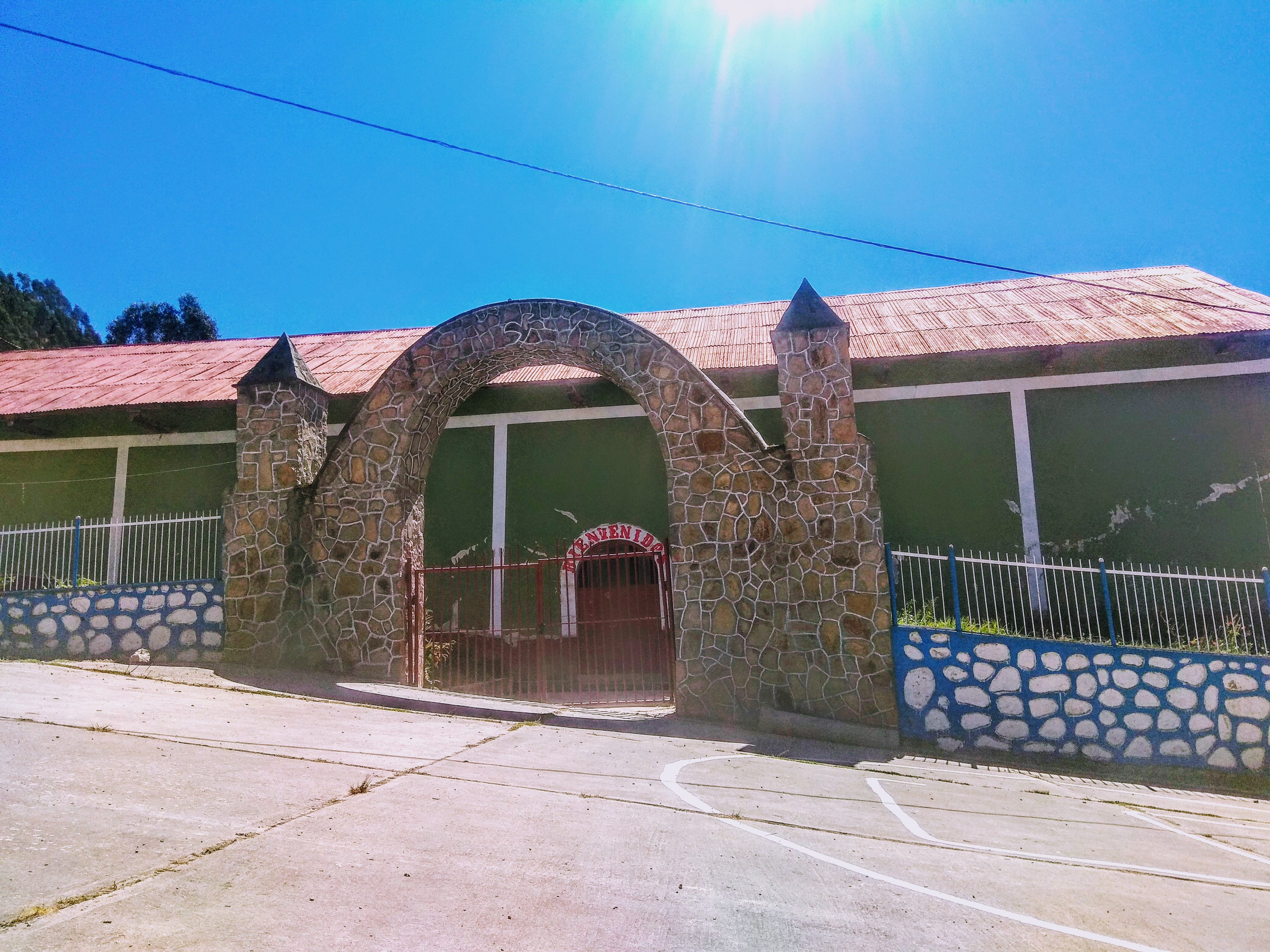
Iglesia de estilo colonial en el distrito de Vilcabamba.

Sobre la hora de incursión hay muchas versiones, otras indican en la madrugada, otros a 08:00 de la mañana y otros a las 16:00 horas, cual fuera la hora, lo importante es que los humildes y valerosos campesinos cumplieron con la promesa que hicieron para el pudor y encomio eterno de Vilcabamba y del Perú. En diferentes circunstancias del quehacer campesino arremetieron 7 jinetes con dirección hacia el portón principal de la iglesia, los vilcabambinos inmediatamente se comunicaron al son del  repique de la campana, en ese instante se avistaron hombres, mujeres y niños, encabezados por don Máximo Guillermo, don Epitación Ramos y don José Vásquez , quienes conocedores del abuso que hacían los chilenos se lanzaron furiosamente con palos, piedras y otros cuerpos de golpe sobre ellos, los mismos que en defensa repelieron con tiros efectivos de fusiles y carabinas extinguiendo en el instante la vida de Epitación Ramos y José Vásquez, al ver este hecho los vilcabambinos exaltados y animados por una valiente dama, doña Paula Fiada, iniciaron la resistencia y persecución a palos y piedras logrando victimar a un chileno en la misma Plaza Principal, y los otros corrieron heridos y atemorizados por el  camino a San Miguel de Cuchis  hacia Cerro de Pasco, los aguerridos vilcabambinos exaltados en el instante se organizaron para continuar victimando, tomando camino a media falda hacia Pampamarca, facilitándose así hacer rodar piedras por la pendiente de la parte alta de Maranín, efectivamente como lo planeado, logran lastimar más y retrasar al enemigo, logrando alcanzar en un pequeño manantial al paso del camino en Pomapolín a un chileno muy atemorizado y herido que hacía beber agua a su caballo, quien en ese instante es sorprendido; el chileno de rodillas suplicó por perdón, no obstante la tigresa Paula Fiada sin piedad lo victimó a pedradas.

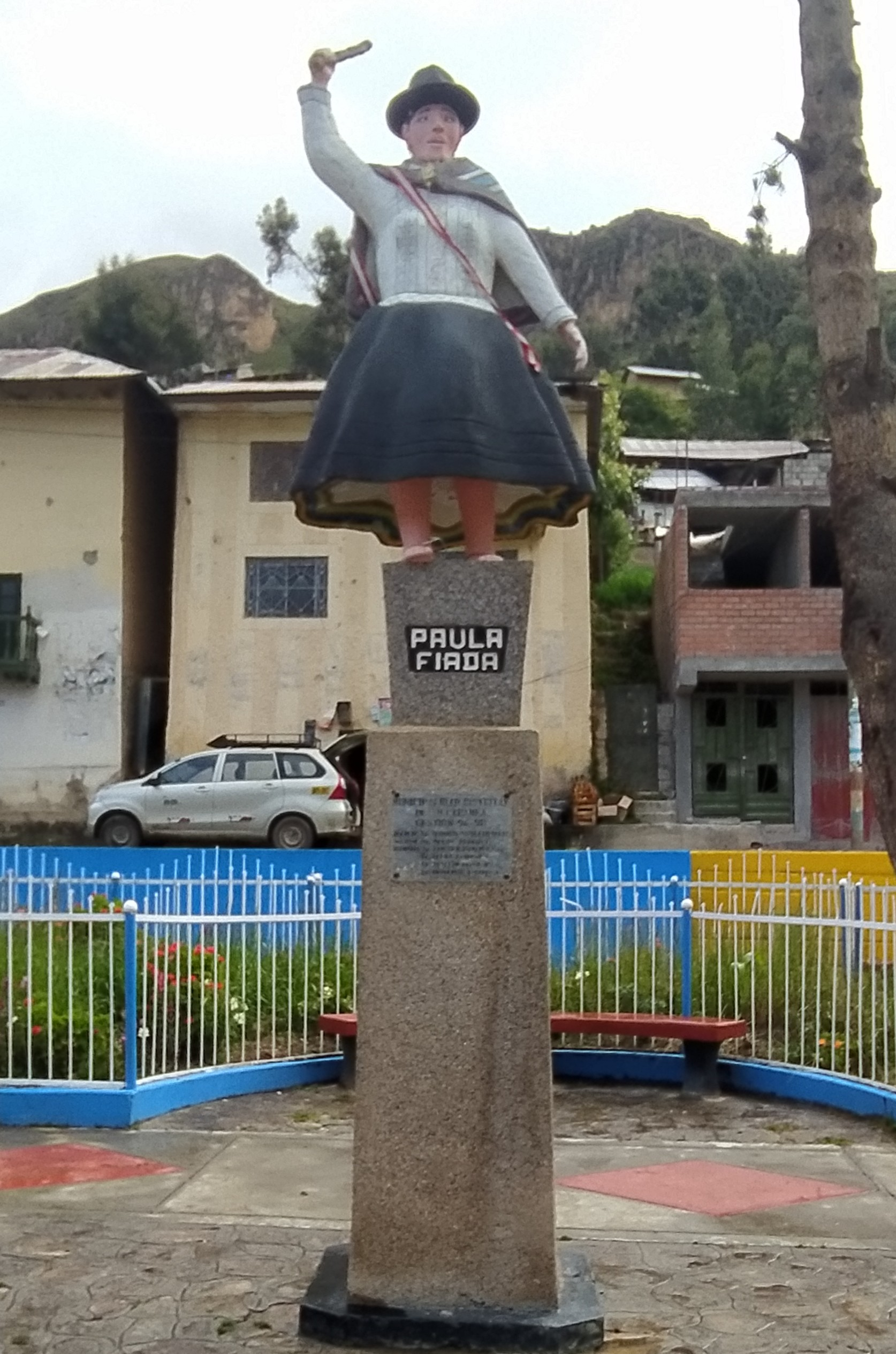
Monumento en honor a Paula Fiada en el distrito de Vilcabamba.

La persecución continúa en las cercanías de la localidad de Cuchis, en el lugar denominado Casharacra, donde encuentran a un caballo estenuado, propiedad del Capitán Troncoso, quien al ver rendido su animal se oculta entre la maleza, pero los vilcabambinos logran encontrarlo, teniendo el mismo final que el soldado anterior a manos de doña Paula Fiada. Continuó la persecución hacia Cerro de Pasco, pero fue vano, lamentablemente el sol se ocultaba por lo que decidieron retornar al pueblo en altas horas de la noche. En resumen, en esta primera invasión mueren dos valientes vilcabambinos, los primeros héroes don José Vásquez y Epitación Ramos y tres chilenos, entre ellos el Capitán Troncoso.
SEGUNDA INVASIÓN
(02-06-1881)
Los arrebatados sobrevivientes en cuanto arribaron a la ciudad de Cerro de Pasco informaron detalladamente de la resistencia apostada de los vilcabambinos, entonces inmediatamente Letelier decidió a entremeterse agresivamente, por la que situó a la tropa disponible que se encontraba en ese entonces, fue el 1 de junio donde designó a 30 hombres del “Esmeralda” al mando del teniente Don Miguel Ureta, ese mismo día destinó a  20 hombres más a caballo del mismo cuerpo, a las órdenes del subteniente Marín; y  20 cazadores también  a caballo al mando del Teniente Don Abel Ilabaca, con todo esto el día 2 de junio muy temprano por la mañana iniciaron el viaje y guiados por los tristemente célebres tapeños José Chombo, Pedro Valladares, Pedro Ramos y Pedro Cárdenas, quienes presos en la cárcel de Pasco en gracia y distinción a su libertad se prestan al juego y codicia de los chilenos, guiándolos por otras vías inician su viaje por Quiulacocha, la  hacienda de Pacoyán, Casacancha, Cocar, Pichuicancha y Chicarhua, ascienden hacia Anipogo, estancia de la familia Venturo a quienes dieron muerte y luego escalan hacia Guagán y descienden hacia Paugarpampa lugar que custodia a la población y estratégico como para exterminar a los vilcabambinos .
Mientras ocurre esto, los vilcabambinos el día primero de junio muy temprano por la mañana cumplieron con inhumar a sus héroes caídos, luego una comisión se encargó en cortar la vía a la entrada de Mitugaray (cerca a Cuchis) pensando en que el enemigo iba retornar por el mismo lugar,  sin embargo vano fue la tarea  como ya comentamos sorprendieron por la parte alta, luego de este trabajo los pobladores se ubicaron en diferentes escondites, unos por la parte maizal, otros por el lado sur Gorish y otros por la parte alta, quienes se escondieron por la parte alta tales como los lugares de Paugarpampa, Cushuruyug y Yanagaga, al ser sorprendido en su desesperación prenden fuego en los pajonales por tres o cuatro lados claves. Las llamas cual lenguas defensoras consumen la paja, ocasionando una nueva huida de los saqueadores chilenos hacia Cerro de Pasco, en esta despavorida retirada los chilenos entre la hoguera dejaron, rifles, bayonetas y mulas con cargamento de municiones, como los vilcabambinos desconocían de su manejo sólo optaron por esconderlos. 
TERCERA INVASIÓN
(05-06-1881)

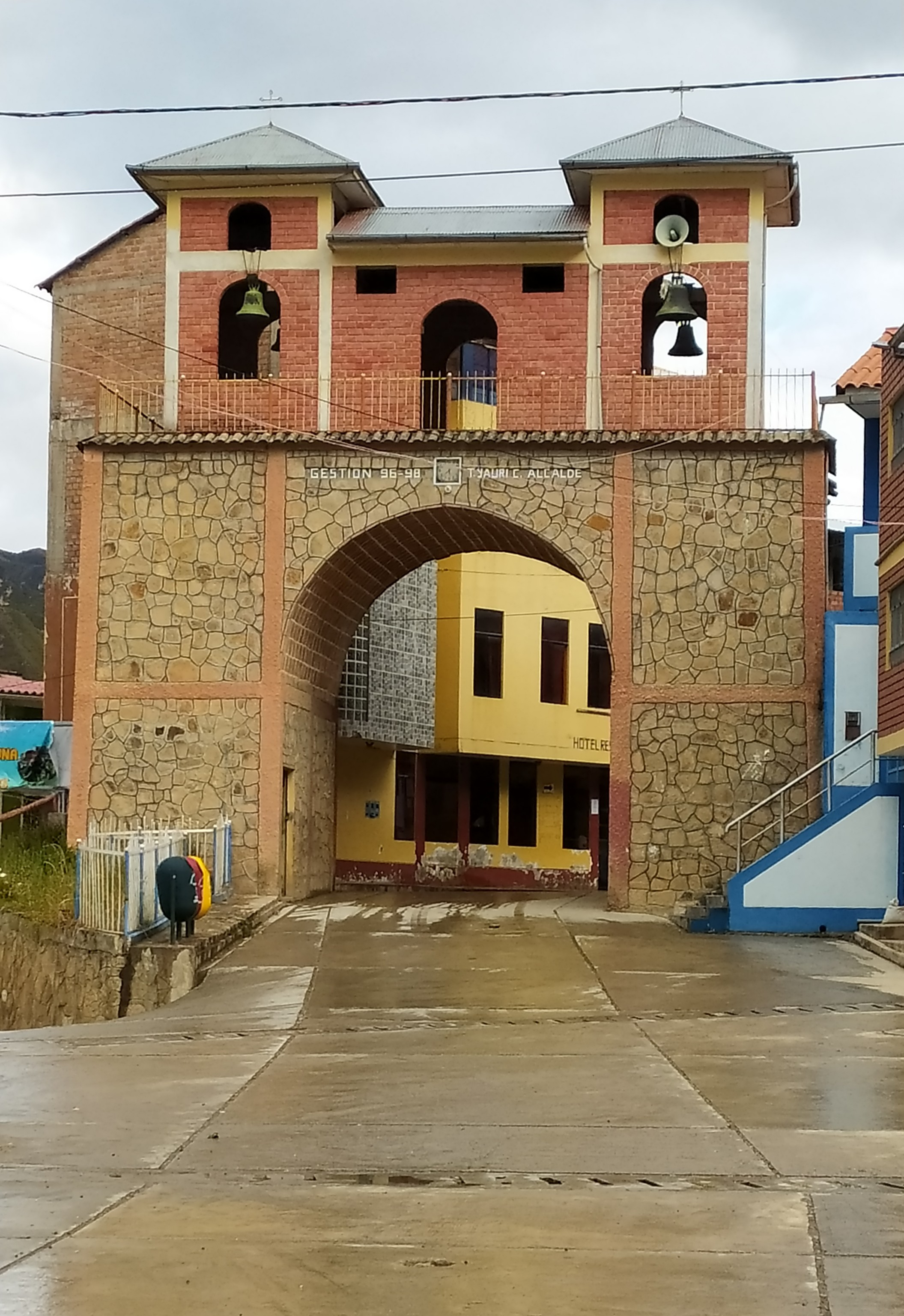
Antigua torre de campana de estilo colonial en el distrito de Vilcabamba.

El 5 de junio, fueron reforzados los chilenos con unos quinientos soldados encabezados por el General Juan Antonio Bouquet y el coronel Ambrosio Letelier, siempre guiados por los prosélitos tapeños, retornan a la tierra heroica. Los vilcabambinos nuevamente son sorprendidos por la parte alta, la resistencia sería infructuosa, inútil y baldía, en su pavor deciden huir desconcertadamente, lo más triste fue que los ancianos, mujeres y niños eran víctimas de los agresores, ellos no podían aventurar ninguna escapatoria.
Pero, sin embargo, hubo personas que pusieron resistencia tales como: doña Paula Fiada de aproximadamente 45 años, que al ser descubierta por un jocoso, no le quedaba sino mostrarse con su fascinante feminidad que el tonto lo creyó buscando abusar de ella, quien con “cariño” se acerca, no obstante, la tigresa reacciona con viril poderío y mata al creído. No contenta con haber victimado a un grotesco, también consigue ultimar a otro fachoso. Asimismo, don Juan de Matta Alcántara armado de un palo con zuncho logra matar algunos chilenos, también no podemos olvidar de la resistencia que lidiaron: Nicolás Javier, Evaristo Álvarez, Francisco Bartolomé Flores, Eusebio Ramos, Simeón Ermitaño y otros.
De igual forma hicieron las siempre recordadas heroínas como Carmen Venturo, Micaela Villegas, Martina Víncula, Salomé Javier. etc. Entre tanto lo más espeluznante, era cuando los iracundos y maliciosos chilenos en su afán de sadismo y perversidad hicieron el más deplorable abuso con niños y fetos traspasados con bayonetas y a carcajadas acometían dichos actos, también quemaron vivo a don Faustino Diego creyendo ser los poderosos, pero no fueron capaces de dejar sus armas y tomar palos y piedras para lidiar de igual a igual, ¡tristes cobardes! Del mismo modo al instante incendiaron la iglesia, Torre, locales y viviendas, lo más pérfido fue la falta de identidad, efusión, ternura para con su casta y nación por lo que ningún vecino del cercado puso su gota de sangre para contrarrestar a los maliciosos chilenos.
Después de cometer este salvajismo los chilenos sobre tarde pernoctaron en la localidad de Tápuc, donde fueron atendidos por los temerosos tapeños.
CUARTA INVASIÓN
(07-06-1881)
El 7 de junio nuevamente regresan a seguir cometiendo desmanes sin piedad y clemencia, implantaron una verdadera carnicería humana, además a continuar incendiando casas, sembríos de maíz, cebada, trigo, arveja y desplegar otros abusos; o sea, como si fuera un pueblo detractado, maldecido dejándolo en total ruina, luego recién jubilosos y haciendo vivas descendieron hacia Viscos, donde continuaron con su arremetido y así  marcharon su retiro por el camino principal hacia Cuchis y Cerro de Pasco, es lamentable, triste, abominable, execrable e infame recordar los diferentes episodios.
Esta lucha nos costó según datos verbales y escritos de nuestros antecesores, cerca de medio centenar de muertos y otro medio centenar de heridos, y también se conoce de unos 10 soldados chilenos muertos y otros tantos heridos.
Días después los sobrevivientes en su consternación tuvieron la visita de un tal Vargas, quién probablemente haya sido enviado por Don Andrés Avelino Cáceres, el visitante de inmediato trató de organizar un pequeño pelotón con valerosos sobrevivientes, a esta se sumaron algunos chacayanos y miteños, por la barbarie sucedida los vilcabambinos no podían negarse. Se cuenta también que luego que algunos vilcabambinos liderados por Santos Odias luego de unirse como milicianos, buscan organizarse y en su interés algunos buscan más ayuda en la localidad de Yanahuanca, sin embargo las autoridades los arrestan creyendo que sublevar a la gente sólo traería más desgracia, ante esta contingencia otros paisanos los liberan, luego rápidamente hacen su retiro hacia la ciudad de Cerro de Pasco a unirse a la emboscada al enemigo, en dicha jornada llegaron a pernoctar en una covacha en el lugar denominado Huanyán, que desde ese entonces a la fecha lo llaman “Vargasmachay”, en reminiscencia a lo acontecido. También nos datan que este destacamento a falta de más refuerzos tientan a unos arrieros (llameros) para anudarse a la persecución, que junto a sus llamas a la distancia parecían ser soldados de alta estatura y de buena cantidad de contingentes, así llegaron a “Paragshapunta” sobre tarde donde se enteran los chilenos,  por lo que de inmediato y de noche programan su huida hacia Lima. Es así, que los Vilcabambinos al día siguiente hacen su ingreso heroico a Cerro de Pasco haciendo enérgicas vivas, a este contingente se sumaron algunos cerreños para continuar con la asechanza; pero, fatalmente en ese aprieto fallece don Santos Odias, el motivo se desconoce, sólo se sabe que los demás vilcabambinos traen sus restos de retorno a Vilcabamba.  
A su regreso era otra la preocupación, reconstruir el pueblo, entre llantos y sollozos de todos aquellos quienes lograron escapar por el lugar llamado Gorish (según datos verbales de don Desiderio y Gregorio Cueto), iniciaron con la reconstrucción, en ese entonces comprendemos por el mismo hecho de la guerra que nuestras autoridades gubernamentales no prestaron su atención, pero se agradece infinitamente a los hermanos y amigos de Chacayán, Mito, Chaupimarca, Yacán, Yápac, Yamur, Coquín, quienes por solidarizarse con los vilcabambinos colaboraron con palos, carrizos, pajas, huasquilla (soga), alimentos, etc. Se hicieron presentes y dieron la mano en la recuperación de Vilcabamba. 
Ahora los vilcabambinos, orgullosos de su valerosa estirpe que supieron defender magistralmente, siguen con la moral indemne oponiendo resistencia.
A nuestros personajes, a todos ellos, grandes y chicos, varones y mujeres no nos queda más que enunciar nuestra avenencia dolida. Satisfacción eterna a Paula Fiada, José Vásquez, Hipitación Ramos, Martina Víncula, Carmen Ventura, Santos Odias y otros. Alberguen nuestra piedad, nuestro inextinguible juramento de continuar sus sendas.

## Geografía
Ubicado en la región Sierra, con una superficie aproximada de 102,35 km² a 69 km de Cerro de Pasco, con acceso por carretera afirmada.

## Capital
Es el pueblo de Vilcabamba, ubicado a 3 445 m s. n. m.

## Autoridades

### Municipales
- 2019 - 2022[4]
  - Alcalde: Emilio Montalvo Vásquez, de Alianza para el Progreso.
  - Regidores:

  1. Magdalena Cristóbal Cordero (Alianza para el Progreso)
  2. Viky Ríos Montalvo (Alianza para el Progreso)
  3. Elmer Fredy Roque Atencio (Alianza para el Progreso)
  4. Jaime Edgar Robles Heredia (Alianza para el Progreso)
  5. Yohel Basilio Ramos (Partido Democrático Somos Perú)

Alcaldes anteriores
- 2015 - 2018: Andrés Encarnación Cristóbal, Partido Fuerza Popular.
- 2011 - 2014:[5]Oswaldo Verástegui Hurtado, Partido Aprista Peruano (PAP).[6]
- 2007-2010: Juan Hermitaño Ríos, del Partido Democrático Somos Perú.

### Policiales
- Comisario:  PNP.